# The Beast of the City
The Beast of the City is een film uit 1932 onder regie van Charles Brabin.

## Verhaal
Als politiekapitein Jim Fitzpatrick het moet opnemen tegen gangster Sam Belmonte, moet Jims broer Ed een oogje houden op Sams liefje Daisy. Als zij hem begint te verleiden, wordt Ed radeloos.

## Rolverdeling
| Acteur          | Personage                        |
| --------------- | -------------------------------- |
| Jean Harlow     | Daisy Stevens (Mildred Beaumont) |
| Walter Huston   | Jim Fitzpatrick                  |
| Wallace Ford    | Ed Fitzpatrick                   |
| Jean Hersholt   | Samuel "Sam" Belmonte            |
| J. Carrol Naish | Pietro Cholo                     |
| Tully Marshall  | Advocaat Michaels                |